# Louis-Marie Stanislas Fréron

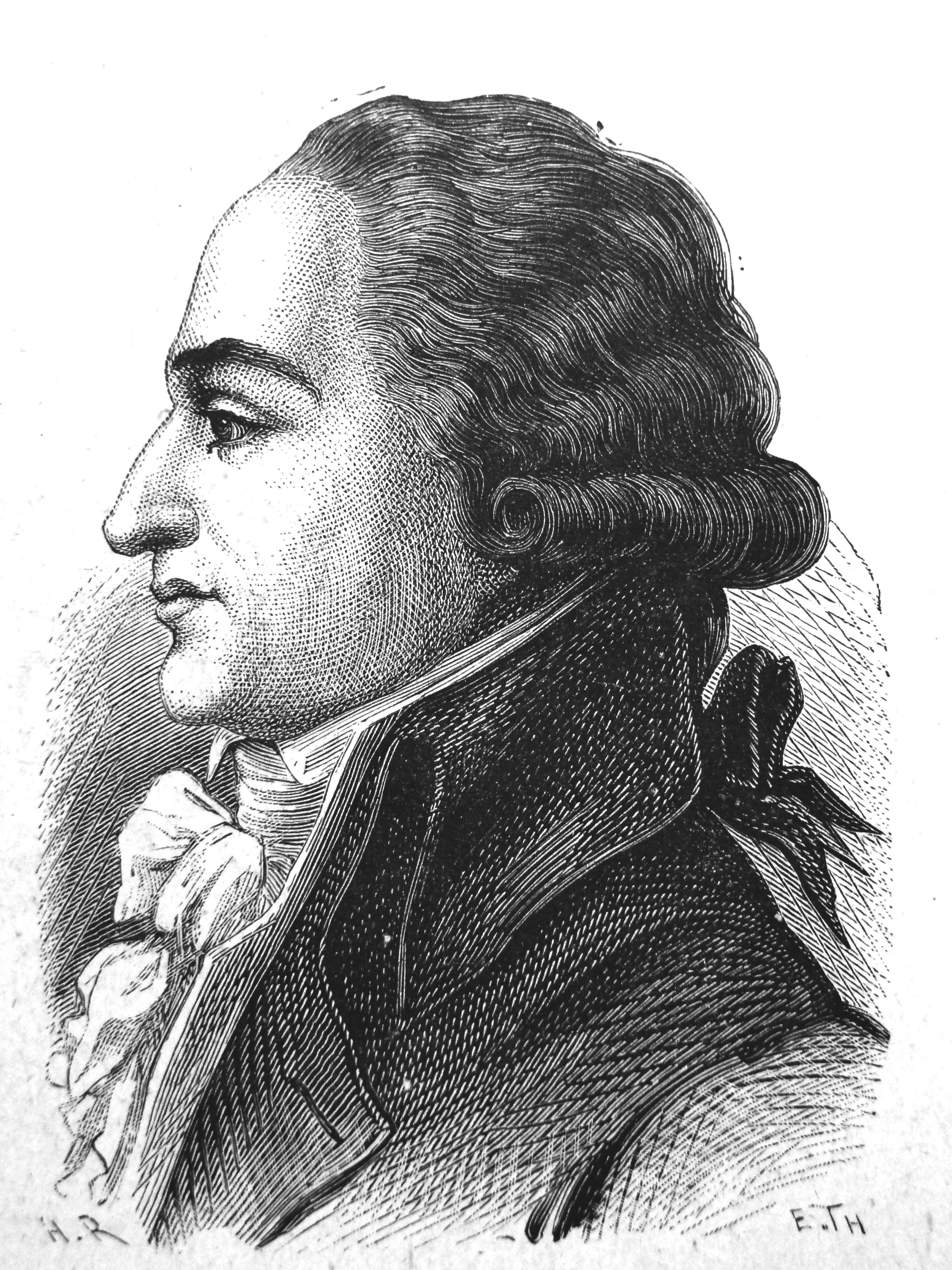
Louis-Marie Stanislas Fréron

Louis-Marie Stanislas Fréron (* 17. August 1754 in Paris; † 15. Juli 1802 auf Saint-Domingue) war ein Politiker der Französischen Revolution.

## Leben
Louis-Marie Stanislas Fréron wurde als Sohn des namhaften Publizisten Élie Catherine Fréron (1718–1776) geboren und besuchte das berühmte College Louis-le-Grand. Dort lernte er Robespierre und Desmoulins kennen.

### Revolution
Fréron wurde ein begeisterter Schüler von Jean Paul Marat. Seit Dezember 1789 gab Fréron die auflagenstarke Zeitung L’Orateur du Peuple heraus, welche in Stil und Sprache Marats L’Ami du Peuple glich. Fréron klagte Mirabeau des Verrats an und forderte nach der misslungenen Flucht von König Ludwig XVI. im Juni 1791 dessen Hinrichtung. Im September 1792 wurde Fréron in Paris zum Abgeordneten des Nationalkonvents gewählt. Er schloss sich der Bergpartei an und stimmte bald darauf für die Hinrichtung Ludwigs XVI.
Im Auftrag der Nationalversammlung wurden Paul Barras und Stanislas Fréron im März 1793 in die Departements Basses- und Hautes-Alpes entsandt. Dort überwachten beide die Aushebung von Truppen und führten diese der Var-Armee zu. Barras und Fréron beriefen am 4. Dezember 1793 in Marseille ein Revolutionstribunal ein und verurteilten über 400 Menschen zum Tode. Fréron benannte Toulon nach der Rückeroberung am 19. Dezember 1793 in „Port-la-Montagne“ um. Außerdem wurden am selben Tag 800 Einwohner Toulons auf Befehl Frérons zusammengetrieben und niederkartätscht. Andere Einwohner wurden willkürlich eingekerkert und mussten, da „bare Münze schwerer wiege, als wohlklingende Phrase“, von ihren Angehörigen freigekauft werden. Anfang Januar 1794 befahlen Barras und Fréron das Rathaus, die Denkmäler und die Häuser reicher Bürger in Marseille zu zerstören. Um ihr Handeln in Marseille und Toulon zu rechtfertigen, wurden Barras und Fréron wenige Wochen später nach Paris abberufen. Da Fréron um sein Leben fürchtete, schloss er sich den Feinden Robespierres an und unterstützte aktiv den Umsturz vom 9. Thermidor (27. Juli 1794).
Nach dem 9. Thermidor forderte Fréron die Zerstörung des Pariser Rathauses und der Faubourg Saint-Antoine. Des Weiteren erklärte er sich für die Schließung des Klubs der Jakobiner und wirkte als führender Demagoge der „Jeunesse dorée“ in Paris. Am 5. Oktober 1795 beteiligte er sich bei der Niederschlagung des royalistischen Vendémiaire-Aufstands. Wenig später wurde Fréron zum „Schutz der Republikaner“ als Kommissar erneut nach Marseille entsandt. Dort führte er ein skandalöses Leben und wurde deswegen im Frühjahr 1796 seines Amtes enthoben. Seit August 1799 arbeitete Fréron im Auftrag des Direktoriums bei der Pariser Steuerverwaltung.

### Napoleon
Stanislas Fréron lernte 1794 in Marseille die korsische Familie von Bonaparte kennen. Napoleons Schwester Pauline verliebte sich in den wesentlich älteren und damals mächtigen Mann. Trotz des Widerstands von Napoleon gegen eine Heirat zwischen Pauline und Fréron, blieben beide ein langjähriges Liebespaar. Napoleon ernannte Fréron zum Unterpräfekten auf Saint-Domingue (Haiti). Nach nur halbjährigem Aufenthalt auf Saint-Domingue verstarb Fréron am 15. Juli 1802 an Gelbfieber.